# Eremophila dalyana
Eremophila dalyana är en flenörtsväxtart som beskrevs av Ferdinand von Mueller. Eremophila dalyana ingår i släktet Eremophila och familjen flenörtsväxter. Inga underarter finns listade i Catalogue of Life.